# Чемпіонат Європи з хокею із шайбою серед юніорів 1971
Чемпіонат Європи з хокею із шайбою серед юніорів 1971 — четвертий чемпіонат Європи з хокею із шайбою серед юніорів. Чемпіонат пройшов у місті Пряшів (Чехословаччина) з 27 грудня 1970 по 3 січня 1971. Чемпіоном Європи стала юнацька збірна СРСР.

## Група А

### Підсумкова таблиця
| Збірна            | 1    | 2    | 3    | 4    | 5    | 6    | ШЗ/ШП | О  |
| ----------------- | ---- | ---- | ---- | ---- | ---- | ---- | ----- | -- |
| 1. СРСР           |      | 5:3  | 6:2  | 7:0  | 12:0 | 16:0 | 46:05 | 10 |
| 2. Швеція         | 3:5  |      | 6:6  | 13:3 | 9:1  | 15:0 | 46:15 | 07 |
| 3. Чехословаччина | 2:6  | 6:6  |      | 5:4  | 8:0  | 19:3 | 40:19 | 07 |
| 4. Фінляндія      | 0:7  | 3:13 | 4:5  |      | 14:4 | 9:2  | 30:31 | 04 |
| 5. ФРН            | 0:12 | 1:9  | 0:8  | 4:14 |      | 5:2  | 10:45 | 02 |
| 6. Норвегія       | 0:16 | 0:15 | 3:19 | 2:9  | 2:5  |      | 07:64 | 0  |

Збірна Норвегії вибула до Групи «В».

### Команда усіх зірок та найкращий бомбардир
| Нагорода            | Гравець           | Збірна    |
| ------------------- | ----------------- | --------- |
| Найкращий бомбардир | Мартін Карлссон   | Швеція    |
| Найкращий воротар   | Владислав Третьяк | СРСР      |
| Найкращий захисник  | Пекка Раутакалліо | Фінляндія |
| Найкращий нападник  | Мартін Карлссон   | Швеція    |

## Група В
Матчі пройшли в Бухаресті (Румунія) 27 грудня 1970 — 3 січня 1971.
| Збірна      | 1    | 2    | 3    | 4   | 5    | ШЗ/ШП | О |
| ----------- | ---- | ---- | ---- | --- | ---- | ----- | - |
| 1. Румунія  |      | 2:0  | 10:1 | 6:2 | 9:0  | 27:03 | 8 |
| 2. Польща   | 0:2  |      | 8:2  | 5:3 | 12:2 | 25:09 | 6 |
| 3. Данія    | 1:10 | 2:8  |      | 3:3 | 5:4  | 11:25 | 3 |
| 4. Угорщина | 2:6  | 3:5  | 3:3  |     | 3:3  | 11:17 | 2 |
| 5. Болгарія | 0:9  | 2:12 | 4:5  | 3:3 |      | 09:29 | 1 |

Збірна Румунії підвищилась до Групи А.